# トロイオンス
トロイオンス(troy ounce)は、貴金属や宝石の原石の計量に用いられるヤード・ポンド法の質量の単位であり、1トロイオンス = 正確に 31.103 4768グラムである。金衡オンス（きんこうオンス）ともいう。日本では、特殊の計量である「金貨の質量の計量」にのみ限定して使用できる法定計量単位であり、その定義値がわずかに異なる（後述）。金の1トロイオンスはISO 4217ではXAUで表され、銀の1トロイオンスはXAGで表される。

## 記号
トロイオンスの単位記号は、oz tr、oz t や ozt が用いられる。ただし、日本の計量法が認めているのは、oz のみである。なお常用オンスの、計量法における単位記号も oz であり、全く同一である。
明治時代の日本の文献では、漢字で「兮」と書かれている場合がある。

## 定義

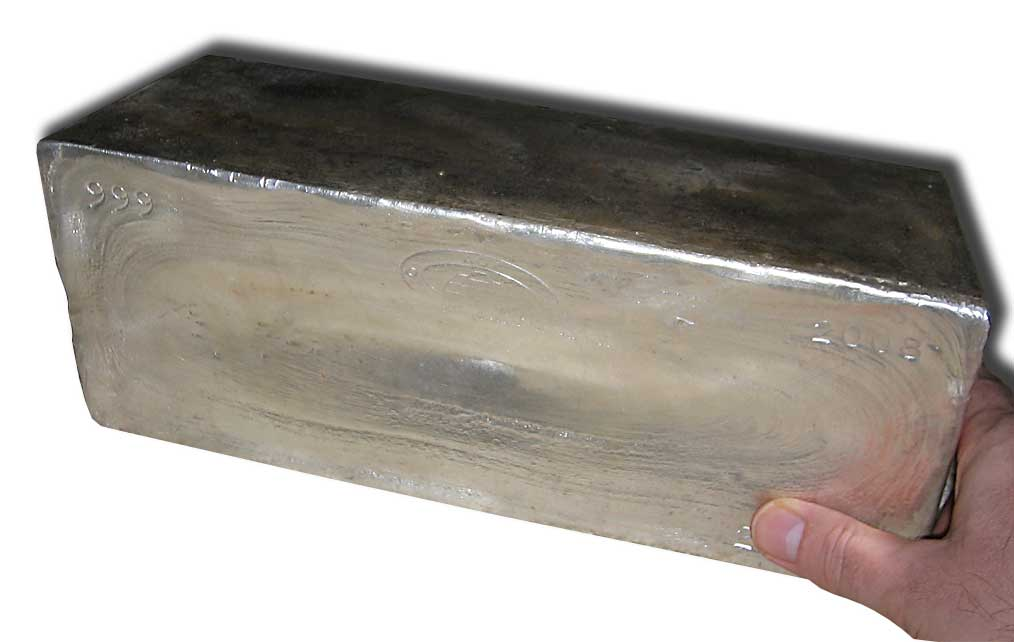
1000 ozの銀地金

1トロイオンスは、480グレーンであり、1959年以降、正確に 31.103 4768グラムである。
これは、1958年に米、英、カナダ、オーストラリア、ニュージーランド、南アフリカの6カ国の国際協定が締結され、1959年7月1日以降、1ポンドが正確に 0.453 592 37 キログラム、1グレーンが正確に64.798 91ミリグラムと定められたからである。
常用オンス（437.5グレーン）が正確に 28.349 523 125グラムであるので、約9.7%重いことになる。トロイオンスは、貴金属（金や銀）の計量に用いられるが、日本国内ではグラムやキログラムも用いられる。
日本の計量法では、「金貨の質量の計量」に限定してトロイオンスの使用を認めている。ただし、計量法体系では上記の国際定義値の桁数を6桁に丸めて、31.1035グラムと定義している。
トロイオンスはヤード・ポンド法のトロイ衡という単位系の単位の一つであるが、トロイ衡の単位は現在ではトロイオンスしか使われていない。トロイ衡に対して通常使われるオンス、ポンドなどは常衡という。トロイ衡は、ウィリアム1世によるイングランド征服の時代にまで遡る。その名前は、中世において重要な商都であったフランス・シャンパーニュ地方の町トロワに由来する。

## 使用
金地金の取引について述べる。国際価格は「米ドル/トロイオンス」で表示される。一方、日本国内価格は「日本円/グラム」で表示される。

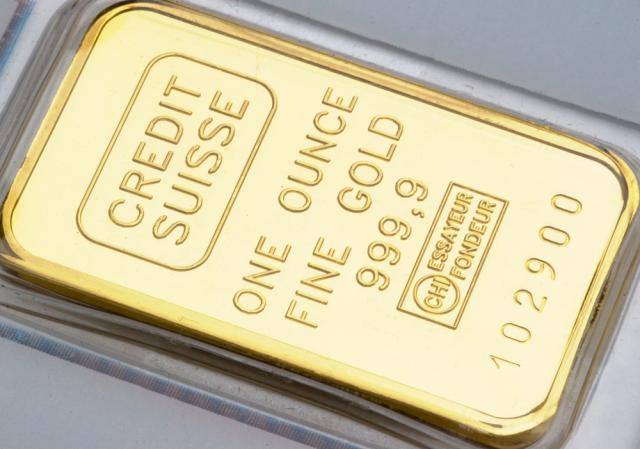
1 ozの金地金
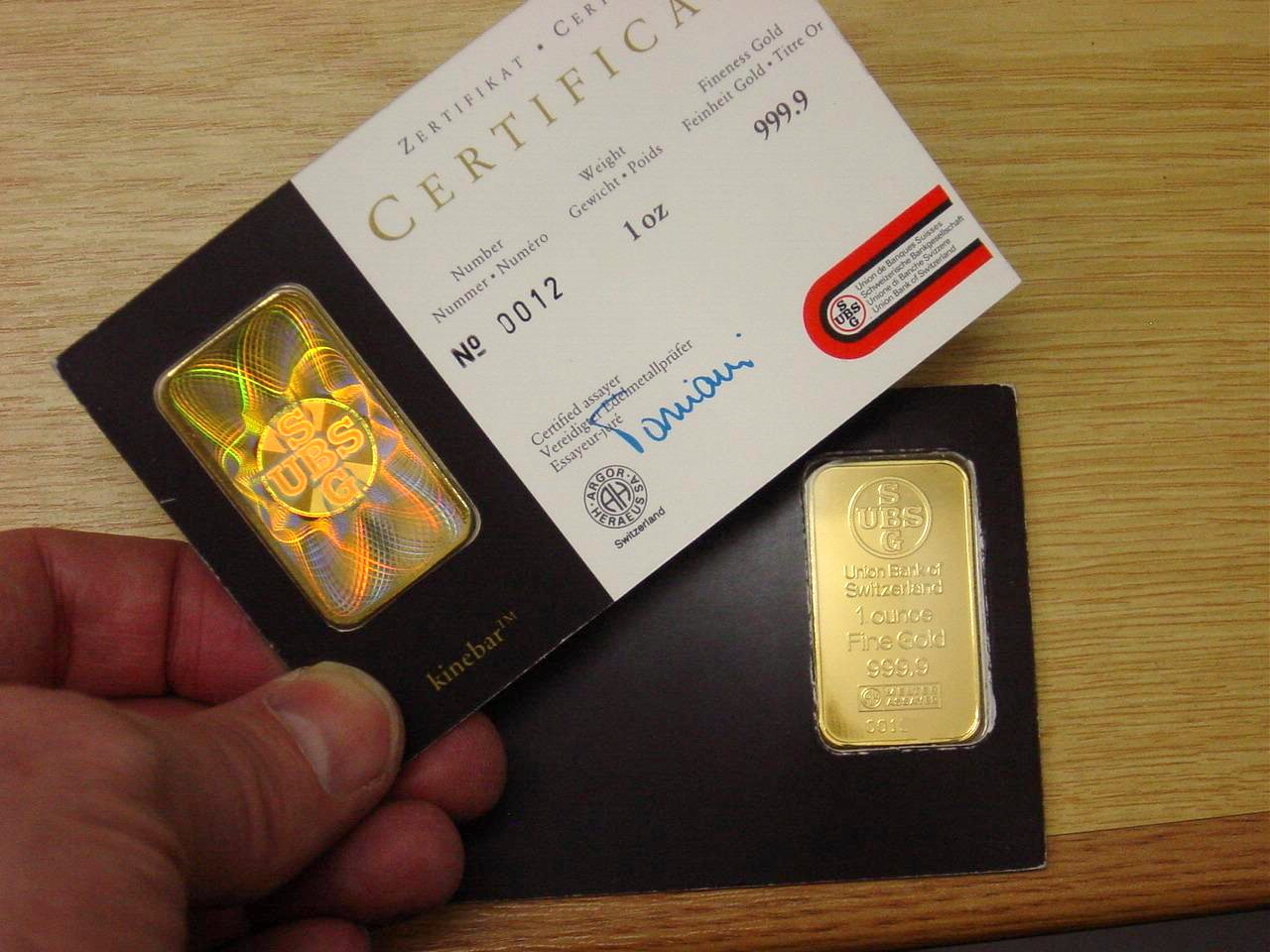
カードに封入された1 ozの金地金